# Teatro contro il cambiamento climatico

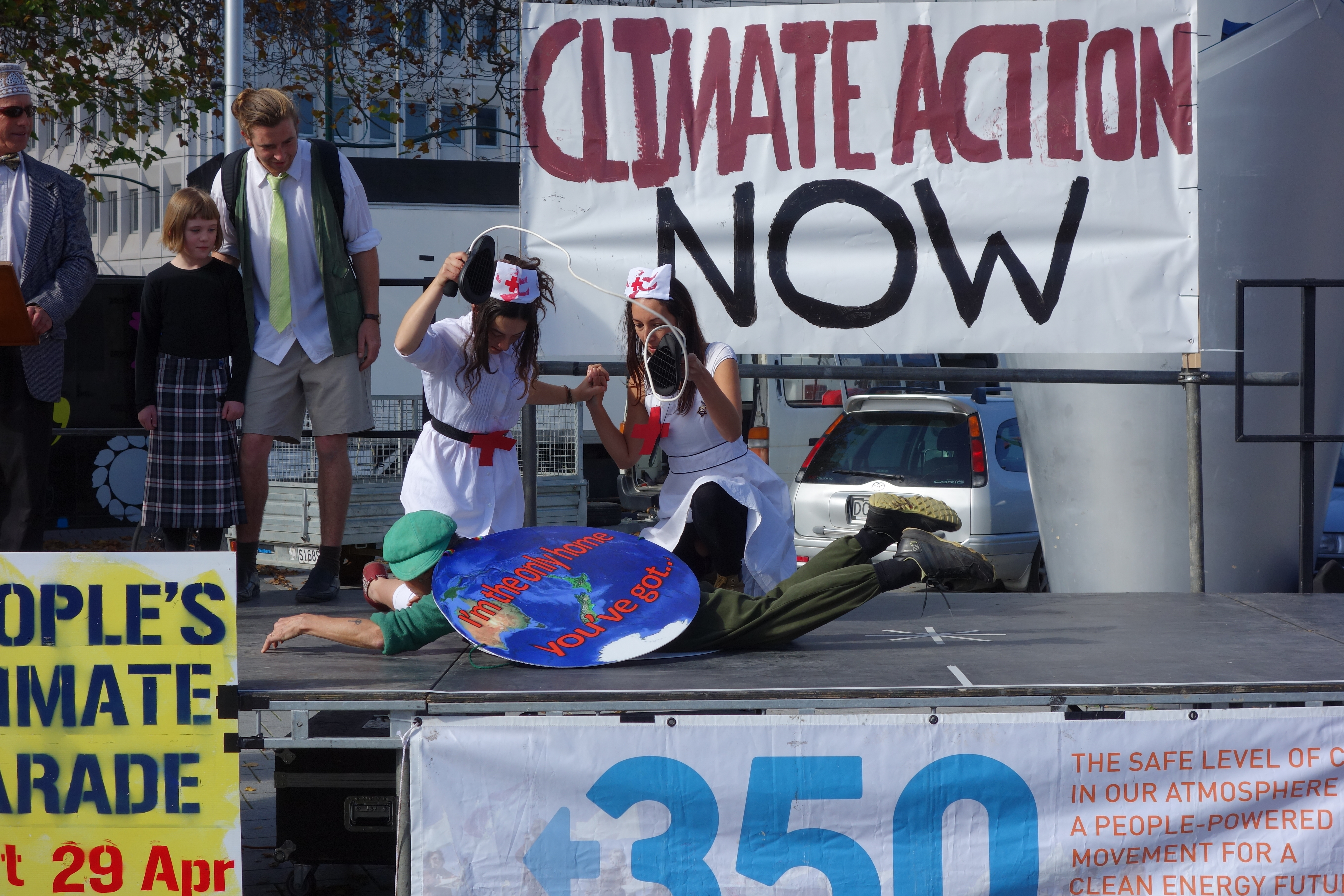
Una rappresentazione teatrale durante una Marcia per il clima del 2017

Il Teatro contro il cambiamento climatico è un particolare tipo di teatro che mira a sensibilizzare il pubblico sull'emergenza ambientale legata al cambiamento climatico diffondendo un punto di vista ecosostenibile sulla vita.

## Caratteristiche principali
Le caratteristiche peculiari di questa tipologia di teatro sono riscontrabili nella messa in scena di un tipo di opere con una narrazione scenica a sfondo ambientalista assieme alla produzione di spettacoli che evita l'uso e il consumo di combustibili fossili. Inoltre, si può intendere come ecologista «quel teatro in grado di immaginare e costruire utopie per proiettare l’umanità ad affrontare il collasso in corso e a costruire il “mondo del dopo”». Lo studioso Carl Lavery definisce il teatro ecologista come l’arte scenica che «ha la capacità di alterare il nostro modo di esistere nel mondo mettendo in crisi le convenzioni del pensiero e della percezione antropocentrici».

## Storia
Nel teatro scientifico sono presenti svariati esempi di produzioni che sensibilizzano sulle cause del cambiamento climatico tra cui Ten Billion, lo spettacolo dello scienziato britannico Stephen Emmott, che ha riscosso un grande successo di pubblico al Royal Court Theatre nel 2012, o Sea Sick scritto ed interpretato dalla giornalista e scrittrice canadese Alanna Mitchell, che racconta il processo di acidificazione degli oceani.
Nel 2015 nasce, tra il Canada e gli Stati Uniti, Climate Change Theatre Action, un festival dislocato in tutto il mondo, e realizzato a cadenza biennale in concomitanza con la Conferenza mondiale sul clima delle Nazioni Unite (COP), che invita le comunità partecipanti al progetto ad intraprendere un'azione a favore del clima, favorendo un dibattito politico.

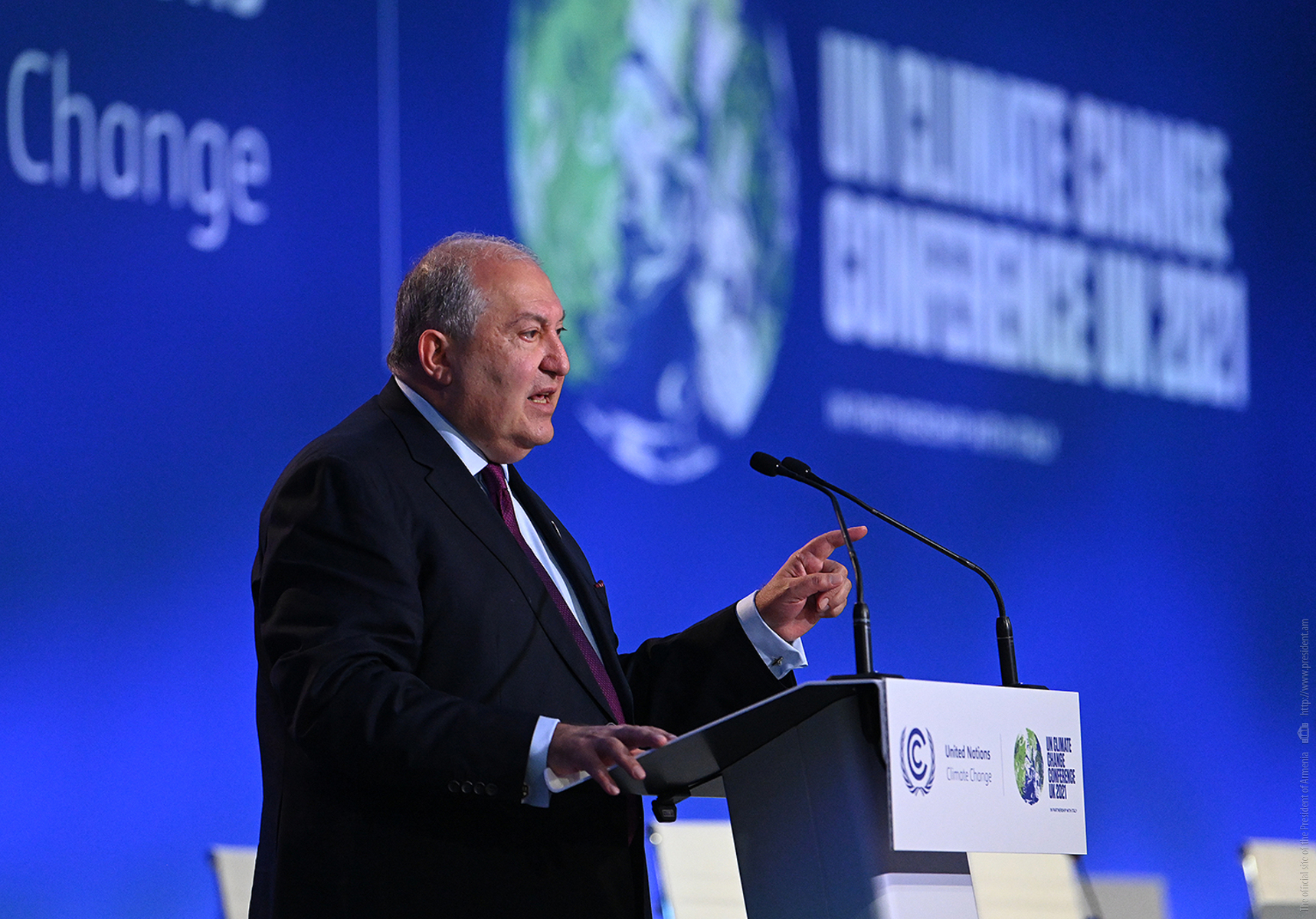
Armen Sarkissian durante la Conferenza sul clima delle Nazioni Unite nel 2021

Alla COP26 è stata proiettata una registrazione video di una messa in scena dell'opera teatrale Can I Live?, scritta dall'attore Fehinti Balogun, a raccontare la sua presa di coscienza rispetto all'emergenza climatica.
Nel 2021 alcuni artisti della Hudson Valley, come Edwin Torres, hanno letto alcune opere teatrali scritte dai drammaturghi coinvolti in Climate Change Theatre Action 2021 invitando la comunità del Long Dock Park a Beacon ad agire sul tema del cambiamento climatico.
In Italia, l'evento interdisciplinare Climate Change Theatre Action sul Tagliamento, realizzato attraverso un crowdfounding in collaborazione con NaturaSì, ha visto la partecipazione di Legambiente e dell'Agenzia regionale per la protezione ambientale che hanno illustrato al pubblico le cause e gli effetti del riscaldamento globale in Friuli Venezia Giulia.
Negli ambienti universitari sono state realizzate diverse iniziative di teatro contro il cambiamento climatico come il progetto interdisciplinare "Climate Change Theatre: Play your part!" che ha dato vita a sette brevi testi teatrali sul tema, scritti dagli studenti universitari dell'Università Statale di Milano.
Nel 2022 è stato realizzato lo spettacolo tratto dalla pièce teatrale A qualcuno piace caldo – Conferenza spettacolo sul clima che cambia coordinato dalla Rete delle Università Sostenibili dell'Università di Verona mentre il Dipartimento di Teatro della Susquehanna University in Pennsylvania ha scelto il tema del cambiamento climatico per un'intera stagione teatrale con l'obbiettivo di ispirare gli studenti a cambiare il loro stile di vita in modo sostenibile.
Nel 2023 presso l'Oasi Dune degli Alberoni al Lido di Venezia gestita dal WWF in collaborazione con il Comune di Venezia l'attore e regista Giovanni Enrico Morassutti ha presentato l'iniziativa interdisciplinare "Cambiamenti di rotta" parte della quinta edizione del Festival Mondiale di Teatro contro il Cambiamento Climatico: "Climate Change Theatre Action". L'evento è stato realizzato in collaborazione con diversi partner tra cui i volontari del WWF e gli attivisti di Extinction Rebellion che, con la loro brigata Red Rebel, hanno partecipato in veste di corifei allo spettacolo Mirror Mirror messo in scena in riva al mare. Il regista ha integrato nello spettacolo anche il rito del ghiaccio ispirato al pellegrinaggio di Quyllurit’i e riconosciuto dall’Unesco come Patrimonio Immateriale dell’Umanità.
Il processo di creazione del teatro, come ogni industria e attività commerciale, ha un impatto ambientale in termini di utilizzo di materie prime ed energia, per la realizzazione dei costumi e delle scenografie e l'utilizzo delle luci e degli impianti audio. Nel 2019 Il National Theatre di Londra ha dichiarato di essere "sulla buona strada" per arrivare alla neutralità carbonica entro il 2050.